# Bundesautobahn 61
De Bundesautobahn 61 (BAB61), kortweg A61, is een Duitse autosnelweg die over 314 kilometer loopt van de Nederlandse grens bij Venlo, steeds in zuidzuidoostelijke richting, tot aan Hockenheim in Baden-Württemberg.
De A61 doorsnijdt daarbij de Eifel, de Hunsrück en het wijnbouwgebied Rheinhessen en ligt daarmee in de deelstaten Noordrijn-Westfalen, Rijnland-Palts en een stukje Baden-Württemberg. Sinds augustus 2018 bestaat de snelweg uit twee delen door dagbouw bij Garzweiler. De eerste planning is dat de snelweg pas in 2035 wordt herbouwd. Voor het verkeer is als alternatief de parallel gelegen A44 herbouwd over de bruinkoolmijn.
De A61 wordt ook vaak aangeduid als de Linksrheinische Autobahn (Nederlands: Linkerrijnoever-autosnelweg). Alleen de laatste 10 km in Baden-Württemberg liggen op de rechter Rijnoever.
Tussen de Dreieck Erfttal en Kreuz Bliesheim deelt de weg het tracé met de A1.
Om de verschillende rivierdalen te kruisen zijn er enkele bijzondere bruggen gebouwd.
Het Ahrdal wordt ter hoogte van Bad Neuenahr gekruist en ter hoogte van Winningen overbrugt de A61 de rivier de Moezel. Deze Moseltalbrücke was bij de aanleg met 136 meter de hoogste autosnelwegbrug van Europa. De daarbij gelegen parkeerplaats biedt uitzicht over het Moezeldal. Bij Speyer kruist de A61 de Rijn.

## Geschiedenis

### Aanleg
De A61 werd aangelegd tussen 1971 en 1976, op het deel tussen Mönchengladbach en Keulen na, dat door een gebied loopt waar bruinkool in dagbouw wordt gewonnen, en waarvan het laatste deel pas gereed was in 1987.

### Grensovergang
Tot 2012 sloot de A61 niet aan op het Nederlandse snelwegennet en moest het verkeer via grensovergang Keulse Barrière door de stad Venlo heen. Om Venlo te ontlasten van deze verkeersdrukte is de A61 in 2012 aangesloten op de Nederlandse A74 bij Venlo. Vanaf de oude aansluiting Kaldenkirchen volgt de A61 een zuidelijker tracé om tussen Tegelen en Venlo de grens over te steken. In 2008 begonnen in Duitsland de eerste grondverzettingen voor de te verleggen A61, terwijl in Nederland het definitieve besluit over de A74 op 9 augustus 2010 werd ondertekend. Op 4 april 2012 is de snelweg officieel geopend door minister Schultz van Haegen en haar Duitse collega Peter Ramsauer.

### Bruinkoolwinning
Sinds september 2005 is de A61 tussen de aansluitingen Wanlo en Jackerath uitgebreid tot 2×3 rijstroken. Dit omdat de parallel lopende A44 "ten prooi viel" aan de bruinkoolwinning Garzweiler II. Omstreeks 2017 is de A44 herbouwd en in 2018 geopend; de A61 tussen Wanlo en Jackerath wordt dan op zijn beurt opgeofferd voor de bruinkoolwinning. Het verkeer moet via de A46/A44 omrijden. Tegen 2035 wordt een hernieuwde openstelling van het dan gesloten tracé voorzien.

## Weginrichting

### Inhaalverbod
Over het tracé in Rijnland-Palts mogen vrachtwagens en auto's met aanhanger niet inhalen bij een tweestrooks rijbaan. Pas bij drie rijstroken of meer per rijbaan mogen vrachtwagens en auto's met aanhanger inhalen. Bij een driestrooks rijbaan geldt voor de rechterrijstrook max. 80 km/h en de twee linkerrijstroken 130 km/h. Dezelfde tracés kennen een minimum van 60 km/h op de rechterrijstrook; voor de linkerstroken geldt een minimum van 80 km/h. In Nordrhein-Westfalen en Baden-Württemberg mogen auto's met aanhanger wel inhalen, en vrachtwagens meestal ook.

### Kilometertelling
De kilometertelling, gebruikt op de kilometerpaaltjes langs de weg, begint aan de Nederlandse grens bij kilometer −1,3 (doordat de aansluiting met de A74 in 2012 de weg heeft verlengd), loopt door tot de aansluiting op de A1 bij kilometer 78,7, en gaat bij de afsplitsing daarvan, enkele kilometers verder, bij kilometer 149,4 (de afstand naar knooppunt Rijkevoort over A1, A57 en A77), om dan door te lopen tot het eindpunt bij kilometer 389,1.